# Roger Delpey
Roger Delpey, né le 16 janvier 1926 à Aulnoye (Nord) et mort le 29 décembre 2007 à Luzarches, est un écrivain et journaliste français et l'un des protagonistes de l'affaire des diamants, une affaire politique révélée par Le Canard enchaîné le 10 octobre 1979 qui impliquait le président Valéry Giscard d'Estaing (lorsqu'il était ministre des finances) et le chef d'État de la République centrafricaine, Jean-Bedel Bokassa.

## Biographie

### Guerre d'Indochine
Roger Delpey est un ancien combattant (sergent de la 2e compagnie du 151e régiment d'infanterie) et correspondant de guerre en Indochine, thème sur lequel il publie de nombreux ouvrages. Il est également un ancien président de l'association des anciens du Corps Expéditionnaire Français en Extrême-Orient.
Le deuxième tome de son livre "Soldats de la boue", achevé en juillet 1951, s'est vendu à des centaines de milliers d'exemplaires.

### Mouvement poujadiste
Il est la personne qui a présenté Jean-Marie Le Pen à Pierre Poujade et se présente avec eux aux élections législatives de 1958, candidat dans la Septième circonscription de Paris. Il obtient 2 629 voix (5,67 % des suffrages exprimés).

### Événements de mai 1958
Lors des événements de mai 1958 il est mêlé à l'opération "Résurrection", une des pièces maîtresses du retour au pouvoir du général de Gaulle, au moment où il est voisin, dans l'Oise, à Luzarches, d'un autre acteur de ces événements, l'un de ses bons amis Jacques Foccart.

### Affaire des diamants de Bokassa
Proche et confident du président centrafricain Jean-Bedel Bokassa, il est soupçonné d'être l'informateur du Canard enchaîné, à l'origine des informations qui ont conduit à l'affaire des diamants.
Il avait été embauché par Jean-Bedel Bokassa pour transmettre des lettres "destinées à débloquer des fonds" à Tripoli afin d'assurer le financement d'un "Livre blanc" visant à préparer, à l'ONU, "la constitution d'une commission d'enquête sur les droits de l'homme" pour "rétablir la vérité" sur la responsabilité de Jean-Bedel Bokassa dans les massacres d'écoliers et rédiger une biographie de Bokassa.
Une enquête est alors menée par la DST. Delpey est ainsi arrêté par la DST à la sortie de l'ambassade de Libye et une liasse de feuillets en blanc recouverts de la signature de Bokassa est retrouvée lors de la perquisition de son domicile. Emmené dans les locaux de la DST, il découvre que ses contacts avec Bokassa intéressent plus les policiers que ses contacts avec la Libye.
Rapportée dans les mémoires de Valéry Giscard d'Estaing, l'enquête de la DST conclut  que les notes signées de l'ex-empereur et sur lesquelles reposaient les accusations étaient des documents falsifiés, apparemment rédigés, selon elle, par Roger Delpey.
Delpey dément avoir été l'informateur du Canard enchaîné, mais est incarcéré en détention préventive pendant sept mois, jusqu'au 28 novembre 1980, la DST l'ayant fait inculper pour « intelligence avec une puissance étrangère ». Le 6 décembre 1980, libéré, il affirme qu'il publiera de nouveaux documents sur les relations entre la France et Jean-Bedel Bokassa. Il est ensuite l'auteur du livre La manipulation aux éditions Jacques Grancher, 1981 dans lequel il dénonce un complot giscardien.
Le tribunal conclut par un non-lieu en novembre 1981. En 1985, il est débouté par la Cour de cassation de sa demande d'indemnité pour arrestation arbitraire.

### Carrière littéraire
Par la suite, après avoir écrit des livres sur la guerre d'Indochine dans les années 1950, il publie à nouveau plusieurs ouvrages comme La Manipulation (1981), Prisonnier de Giscard (1982) et Affaires centrafricaines (1985), dans lesquels il revient sur les conditions de son incarcération et règle ses comptes avec le pouvoir giscardien.
En 1991, il conteste son appartenance supposée à l'extrême droite affirmée par VGE dans son livre, le poursuit en lui reprochant de l'avoir présenté ,dans son deuxième livre « Le pouvoir et la vie », comme un personnage trouble, dans le chapitre consacré aux diamants de Bokassa. Réclame 500000 francs de dommages et intérêts à VGE, il le fait condamner à un franc de dommages et intérêts pour diffamation, jugement définitif après arrêt de la Cour de cassation (chambre mixte) le 3 juin 1998.

## Note
1. ↑  État civil sur le fichier des personnes décédées en France depuis 1970
2. ↑  "Soldats de la boue. Tome deux. Nam-Ky" par André Martel et Roger Delpey en 1951
3. 1 2  "Roger Delpey, le tombeur de VGE", France Inter le 23 mai 2021
4. ↑  Jean-Marie Le Pen, Les Français d'abord, Carrère-Michel Lafon, 1984.
5. ↑  Décès de Roger Delpey, protagoniste de l'« affaire des diamants » de Bokassa, dépêche AFP du 30 décembre 2007.
6. 1 2 3  Delpey affirme qu'il publiera de nouveaux documents sur les relations entre la France et Jean-Bedel Bokassa" Le Monde du 6 décembre 1980
7. ↑   VGE, Le Pouvoir et la vie, p. 344.
8. ↑   Article de L'Express, ibid « Une enquête de la DST révèle (…) que Roger Delpey a fourni les faux documents ».
9. ↑  Claude Wauthier, Quatre présidents et l'Afrique. De Gaulle, Pompidou, Giscard d'Estaing, Mitterrand, Éd. du Seuil, 1995, p. 324
10. ↑  Les Echos le 1 août 1991